# Амана (Айова)
Амана (англ. Amana) — переписна місцевість (CDP) в США, в окрузі Айова штату Айова. Населення — 442 особи (2010).

## Географія
Амана розташована за координатами 41°48′9″ пн. ш. 91°52′27″ зх. д. / 41.80250° пн. ш. 91.87417° зх. д. (41.802457, -91.874031).  За даними Бюро перепису населення США в 2010 році переписна місцевість мала площу 2,92 км², уся площа — суходіл.

## Демографія
Згідно з переписом 2010 року, у переписній місцевості мешкали 442 особи в 199 домогосподарствах у складі 129 родин. Густота населення становила 152 особи/км².  Було 209 помешкань (72/км²).
Расовий склад населення:
| - 99,1 % — білих |

До двох чи більше рас належало 0,0 %. Частка іспаномовних становила 2,9 % від усіх жителів.
За віковим діапазоном населення розподілялося таким чином: 17,6 % — особи молодші 18 років, 60,2 % — особи у віці 18—64 років, 22,2 % — особи у віці 65 років та старші. Медіана віку мешканця становила 49,1 року. На 100 осіб жіночої статі у переписній місцевості припадало 86,5 чоловіків;  на 100 жінок у віці від 18 років та старших — 89,6 чоловіків також старших 18 років.
Середній дохід на одне домашнє господарство  становив 79 337 доларів США (медіана — 68 625), а середній дохід на одну сім'ю — 91 026 доларів (медіана — 81 250). 
Цивільне працевлаштоване населення становило 243 особи. Основні галузі зайнятості: освіта, охорона здоров'я та соціальна допомога — 27,6 %, мистецтво, розваги та відпочинок — 15,6 %, транспорт — 14,8 %, виробництво — 14,4 %.